# Lista siturilor arheologice din județul Bihor
Lista siturilor arheologice din județul Bihor conține toate siturile arheologice din județul Bihor înscrise în Repertoriul Arheologic Național (RAN). RAN este administrat de Ministerul Culturii și Patrimoniului Național și cuprinde date științifice, cartografice, topografice, imagini și planuri, precum și orice alte informații privitoare la zonele cu potențial arheologic, studiate sau nu, încă existente sau dispărute.
Datorită numărului mare de situri, această listă a fost împărțită după localitatea în care se află situl. Dacă știți localitatea (satul sau orașul) în care se află situl, alegeți localitatea din lista din această pagină. Dacă nu știți localitatea, puteți căuta un sit din județ folosind formularul de mai jos.
| A ↑ A B C D E F G H I Î J K L M N O P Q R S Ș T Ț U V W X Y Z ↓ | A ↑ A B C D E F G H I Î J K L M N O P Q R S Ș T Ț U V W X Y Z ↓ | A ↑ A B C D E F G H I Î J K L M N O P Q R S Ș T Ț U V W X Y Z ↓ | A ↑ A B C D E F G H I Î J K L M N O P Q R S Ș T Ț U V W X Y Z ↓ | A ↑ A B C D E F G H I Î J K L M N O P Q R S Ș T Ț U V W X Y Z ↓ | A ↑ A B C D E F G H I Î J K L M N O P Q R S Ș T Ț U V W X Y Z ↓ | A ↑ A B C D E F G H I Î J K L M N O P Q R S Ș T Ț U V W X Y Z ↓ | A ↑ A B C D E F G H I Î J K L M N O P Q R S Ș T Ț U V W X Y Z ↓ | A ↑ A B C D E F G H I Î J K L M N O P Q R S Ș T Ț U V W X Y Z ↓ | A ↑ A B C D E F G H I Î J K L M N O P Q R S Ș T Ț U V W X Y Z ↓ |
| --------------------------------------------------------------- | --------------------------------------------------------------- | --------------------------------------------------------------- | --------------------------------------------------------------- | --------------------------------------------------------------- | --------------------------------------------------------------- | --------------------------------------------------------------- | --------------------------------------------------------------- | --------------------------------------------------------------- | --------------------------------------------------------------- |
| Abram                                                           | Abrămuț                                                         | Adoni                                                           | Albiș                                                           | Aleșd                                                           |                                                                 |                                                                 |                                                                 |                                                                 |                                                                 |
| Almașu Mare                                                     | Aștileu                                                         | Ateaș                                                           |                                                                 |                                                                 |                                                                 |                                                                 |                                                                 |                                                                 |                                                                 |
| B ↑ A B C D E F G H I Î J K L M N O P Q R S Ș T Ț U V W X Y Z ↓ |                                                                 |                                                                 |                                                                 |                                                                 |                                                                 |                                                                 |                                                                 |                                                                 |                                                                 |
| Balc                                                            | Batăr                                                           | Bălnaca                                                         | Beiuș                                                           | Belfir                                                          |                                                                 |                                                                 |                                                                 |                                                                 |                                                                 |
| Betfia                                                          | Bicaci                                                          | Biharia                                                         | Borod                                                           | Budureasa                                                       |                                                                 |                                                                 |                                                                 |                                                                 |                                                                 |
| Buduslău                                                        |                                                                 |                                                                 |                                                                 |                                                                 |                                                                 |                                                                 |                                                                 |                                                                 |                                                                 |
| C ↑ A B C D E F G H I Î J K L M N O P Q R S Ș T Ț U V W X Y Z ↓ |                                                                 |                                                                 |                                                                 |                                                                 |                                                                 |                                                                 |                                                                 |                                                                 |                                                                 |
| Cadea                                                           | Cauaceu                                                         | Cărăsău                                                         | Câmpani                                                         | Cefa                                                            |                                                                 |                                                                 |                                                                 |                                                                 |                                                                 |
| Ceica                                                           | Cetariu                                                         | Cherechiu                                                       | Cheșereu                                                        | Cheț                                                            |                                                                 |                                                                 |                                                                 |                                                                 |                                                                 |
| Chișcău                                                         | Chișirid                                                        | Chișlaz                                                         | Cociuba Mare                                                    | Corbești                                                        |                                                                 |                                                                 |                                                                 |                                                                 |                                                                 |
| Cotiglet                                                        | Crestur                                                         | Cubulcut                                                        | Curtuișeni                                                      |                                                                 |                                                                 |                                                                 |                                                                 |                                                                 |                                                                 |
| D ↑ A B C D E F G H I Î J K L M N O P Q R S Ș T Ț U V W X Y Z ↓ |                                                                 |                                                                 |                                                                 |                                                                 |                                                                 |                                                                 |                                                                 |                                                                 |                                                                 |
| Diosig                                                          | Dobricionești                                                   | Drăgești                                                        | Dușești                                                         |                                                                 |                                                                 |                                                                 |                                                                 |                                                                 |                                                                 |
| F ↑ A B C D E F G H I Î J K L M N O P Q R S Ș T Ț U V W X Y Z ↓ |                                                                 |                                                                 |                                                                 |                                                                 |                                                                 |                                                                 |                                                                 |                                                                 |                                                                 |
| Fegernic                                                        | Fegernicu Nou                                                   | Finiș                                                           | Fughiu                                                          |                                                                 |                                                                 |                                                                 |                                                                 |                                                                 |                                                                 |
| G ↑ A B C D E F G H I Î J K L M N O P Q R S Ș T Ț U V W X Y Z ↓ |                                                                 |                                                                 |                                                                 |                                                                 |                                                                 |                                                                 |                                                                 |                                                                 |                                                                 |
| Galoșpetru                                                      | Ghenetea                                                        | Ghida                                                           | Ginta                                                           | Girișu de Criș                                                  |                                                                 |                                                                 |                                                                 |                                                                 |                                                                 |
| H ↑ A B C D E F G H I Î J K L M N O P Q R S Ș T Ț U V W X Y Z ↓ |                                                                 |                                                                 |                                                                 |                                                                 |                                                                 |                                                                 |                                                                 |                                                                 |                                                                 |
| Haieu                                                           | Hodiș                                                           | Hodoș                                                           |                                                                 |                                                                 |                                                                 |                                                                 |                                                                 |                                                                 |                                                                 |
| I ↑ A B C D E F G H I Î J K L M N O P Q R S Ș T Ț U V W X Y Z ↓ |                                                                 |                                                                 |                                                                 |                                                                 |                                                                 |                                                                 |                                                                 |                                                                 |                                                                 |
| Ianoșda                                                         | Inand                                                           |                                                                 |                                                                 |                                                                 |                                                                 |                                                                 |                                                                 |                                                                 |                                                                 |
| J ↑ A B C D E F G H I Î J K L M N O P Q R S Ș T Ț U V W X Y Z ↓ |                                                                 |                                                                 |                                                                 |                                                                 |                                                                 |                                                                 |                                                                 |                                                                 |                                                                 |
| Josani                                                          |                                                                 |                                                                 |                                                                 |                                                                 |                                                                 |                                                                 |                                                                 |                                                                 |                                                                 |
| L ↑ A B C D E F G H I Î J K L M N O P Q R S Ș T Ț U V W X Y Z ↓ |                                                                 |                                                                 |                                                                 |                                                                 |                                                                 |                                                                 |                                                                 |                                                                 |                                                                 |
| Livada de Bihor                                                 | Lorău                                                           | Luncșoara                                                       |                                                                 |                                                                 |                                                                 |                                                                 |                                                                 |                                                                 |                                                                 |
| M ↑ A B C D E F G H I Î J K L M N O P Q R S Ș T Ț U V W X Y Z ↓ |                                                                 |                                                                 |                                                                 |                                                                 |                                                                 |                                                                 |                                                                 |                                                                 |                                                                 |
| Marghita                                                        | Margine                                                         | Meziad                                                          | Mihai Bravu                                                     | Miheleu                                                         |                                                                 |                                                                 |                                                                 |                                                                 |                                                                 |
| Mișca                                                           |                                                                 |                                                                 |                                                                 |                                                                 |                                                                 |                                                                 |                                                                 |                                                                 |                                                                 |
| N ↑ A B C D E F G H I Î J K L M N O P Q R S Ș T Ț U V W X Y Z ↓ |                                                                 |                                                                 |                                                                 |                                                                 |                                                                 |                                                                 |                                                                 |                                                                 |                                                                 |
| Nojorid                                                         |                                                                 |                                                                 |                                                                 |                                                                 |                                                                 |                                                                 |                                                                 |                                                                 |                                                                 |
| O ↑ A B C D E F G H I Î J K L M N O P Q R S Ș T Ț U V W X Y Z ↓ |                                                                 |                                                                 |                                                                 |                                                                 |                                                                 |                                                                 |                                                                 |                                                                 |                                                                 |
| Olosig                                                          | Oradea                                                          | Otomani                                                         |                                                                 |                                                                 |                                                                 |                                                                 |                                                                 |                                                                 |                                                                 |
| P ↑ A B C D E F G H I Î J K L M N O P Q R S Ș T Ț U V W X Y Z ↓ |                                                                 |                                                                 |                                                                 |                                                                 |                                                                 |                                                                 |                                                                 |                                                                 |                                                                 |
| Peștere                                                         | Peștiș                                                          | Petrani                                                         | Petreu                                                          | Pocola                                                          |                                                                 |                                                                 |                                                                 |                                                                 |                                                                 |
| Poiana                                                          | Pomezeu                                                         |                                                                 |                                                                 |                                                                 |                                                                 |                                                                 |                                                                 |                                                                 |                                                                 |
| R ↑ A B C D E F G H I Î J K L M N O P Q R S Ș T Ț U V W X Y Z ↓ |                                                                 |                                                                 |                                                                 |                                                                 |                                                                 |                                                                 |                                                                 |                                                                 |                                                                 |
| Răbăgani                                                        | Râpa                                                            | Rohani                                                          | Roit                                                            | Roșiori                                                         |                                                                 |                                                                 |                                                                 |                                                                 |                                                                 |
| S ↑ A B C D E F G H I Î J K L M N O P Q R S Ș T Ț U V W X Y Z ↓ |                                                                 |                                                                 |                                                                 |                                                                 |                                                                 |                                                                 |                                                                 |                                                                 |                                                                 |
| Sacalasău                                                       | Salonta                                                         | Satu Barba                                                      | Săcueni                                                         | Sălacea                                                         |                                                                 |                                                                 |                                                                 |                                                                 |                                                                 |
| Sălard                                                          | Sâniob                                                          | Sânmartin                                                       | Sânmartin de Beiuș                                              | Sânnicolau de Beiuș                                             |                                                                 |                                                                 |                                                                 |                                                                 |                                                                 |
| Sânnicolau de Munte                                             | Sântandrei                                                      | Sârbi                                                           | Seghiște                                                        | Sfârnaș                                                         |                                                                 |                                                                 |                                                                 |                                                                 |                                                                 |
| Sighiștel                                                       | Sînnicolau Român                                                | Sîntion                                                         | Subpiatră                                                       | Suplacu de Barcău                                               |                                                                 |                                                                 |                                                                 |                                                                 |                                                                 |
| Ș ↑ A B C D E F G H I Î J K L M N O P Q R S Ș T Ț U V W X Y Z ↓ |                                                                 |                                                                 |                                                                 |                                                                 |                                                                 |                                                                 |                                                                 |                                                                 |                                                                 |
| Șilindru                                                        | Șimian                                                          | Șișterea                                                        | Șuncuiuș                                                        | Șușturogi                                                       |                                                                 |                                                                 |                                                                 |                                                                 |                                                                 |
| T ↑ A B C D E F G H I Î J K L M N O P Q R S Ș T Ț U V W X Y Z ↓ |                                                                 |                                                                 |                                                                 |                                                                 |                                                                 |                                                                 |                                                                 |                                                                 |                                                                 |
| Tarcea                                                          | Tămașda                                                         | Tășad                                                           | Tăutelec                                                        | Tăuteu                                                          |                                                                 |                                                                 |                                                                 |                                                                 |                                                                 |
| Târgușor                                                        | Tinca                                                           | Totoreni                                                        | Tulca                                                           |                                                                 |                                                                 |                                                                 |                                                                 |                                                                 |                                                                 |
| V ↑ A B C D E F G H I Î J K L M N O P Q R S Ș T Ț U V W X Y Z ↓ |                                                                 |                                                                 |                                                                 |                                                                 |                                                                 |                                                                 |                                                                 |                                                                 |                                                                 |
| Vadu Crișului                                                   | Valea lui Mihai                                                 | Varviz                                                          | Vărzari                                                         | Vășad                                                           |                                                                 |                                                                 |                                                                 |                                                                 |                                                                 |
| Viișoara                                                        | Voivozi                                                         |                                                                 |                                                                 |                                                                 |                                                                 |                                                                 |                                                                 |                                                                 |                                                                 |